# PalaSavelli
PalaSavelli – hala sportowa w Porto San Giorgio, w prowincji Fermo. Obecną nazwę nosi od 2004 roku ze względów sponsorskich. Obecnym dzierżawcą hali jest klub sportowy Sutor Basket Montegranaro, grający w profesjonalnej lidze Lega Basket A. Hala może pomieścić ok. 3800 osób.
W PalaSavelli grały również kluby Adria Basket oraz Sangiorgese Calcio a 5.
3 maja 2009 roku odbył się tu pokaz amerykańskiej drużyny koszykarskiej Harlem Globetrotters.
Hala sportowa znajduje się w pobliżu miasta. Jest widoczna z autostrady A14.

## Byli dzierżawcy hali
- Unione Sportiva Sangiorgese (1987-1998)
- Robur Basket Osimo (2004-2006)